# Pertsovius heterodentatus
Pertsovius heterodentatus is een eenoogkreeftjessoort uit de familie van de Discoidae. De wetenschappelijke naam van de soort is voor het eerst geldig gepubliceerd in 2011 door Andronov & Kosobokova.